# Медлинг
Медлинг град је у Аустрији, смештен у источном делу државе, јужно од Беча. Значајан је град у покрајини Доњој Аустрији и средиште је истоименог округа Медлинг.
Медлинг се налази близу Беча, па овај некада засебан градић последњих деценија прерастао у бечко предграђе, ради чега је често назван „јужним градом“, Südstadt.

## Природне одлике
Медлинг се налази у источном делу Аустрије, на месту где источни огранци Бечке шуме дотичу обод Бечке котлине. Медлинг се налази на свега 14 км југозападно од Беча. Градска околина је брежуљкаста и позната по виноградима.

## Становништво
| 1971.  | 1981.  | 1991.  | 2001.  |
| ------ | ------ | ------ | ------ |
| 18.835 | 19.276 | 20.290 | 20.411 |

Данас је Медлинг град са преко 20.000 становника. Последњих деценија град се није знатније повећавао.

## Знаменитости
Као важно бечко предграђе Медлинг има више садржаја намењених грађанима Беча. Најпознатији од њих је „Јужни тржни центар“ (Shopping City Süd), један од највећих у Европи.

## Галерија
- Пешачка улица ноћу
- Градска кућа Медлинга
- Ауто-пут А2 поред Медлинга
- Курсалон
- Замак Медлинг

## Партнерски градови
- Земун
- Еш сир Алзет
- Офенбах на Мајни
- Пито
- Велетри
- Кесег
- Всетин
- Zottegem